# 盲眼刺鎧蝦
盲眼刺鎧蝦（学名：Munida typhle）为鎧甲蝦科刺鎧蝦屬下的一个种。